# Bridgend (Islay)
Bridgend, schottisch-gälisch Beul an Àtha, ist eine kleine Ortschaft auf der schottischen Hebrideninsel Islay. Sie befindet sich am Kopf der Meeresbucht Loch Indaal etwa 3,5 km nordöstlich von Bowmore, dem Hauptort der Insel, und 17 km nördlich des Fährhafens Port Ellen. Die nächstgelegene Ortschaft ist Bowmore.
Die Streusiedlung liegt wenige hundert Meter entfernt von der Küstenlinie an den Ufern des Sorn, der sich jenseits der Ortschaft in das Meer ergießt. In nordwestlicher Richtung befindet sich das Islay House mit seinen verstreuten Gebäuden und weitreichenden Ländereien. Früher war Bridgend Standort der Bank auf Islay sowie der Telegraphenstation und war durch Kutschverbindungen an die Fährhäfen Port Ellen und Port Askaig angebunden. Heute führt mit der A846 die bedeutendste Straße der Insel durch Bridgend, die von Ardbeg im Süden über Port Askaig auf die Nachbarinsel Jura führt. In Bridgend zweigt außerdem die A847 ab, die über Port Charlotte bis nach Portnahaven verläuft.